# Hans Karl Georg von Kaltenborn-Stachau
Hans Karl Georg von Kaltenborn-Stachau (né le 23 mars 1836 à Magdebourg - mort le 16 février 1898 à Brunswick) est un militaire allemand qui occupe le poste de ministre de la Guerre.

## Biographie
Après être passé par l'école des Cadets, Kaltenborn-Stachau (de) est promu second-lieutenant au 27e régiment d'infanterie en 1854. Entre 1857 et 1860, il est élève à l'Académie de guerre de Prusse et est envoyé en 1861 au service topographique du Grand État-Major général pour trois ans.
Pendant la guerre des Duchés, il fait partie de la commission des chemins de fer. En décembre 1864, il intègre l'état-major du 6e corps d'armée. Il est promu capitaine en 1865 et c'est à ce poste qu'il prend part à la guerre contre l'Autriche en 1866. Deux ans plus tard, il est chef de compagnie au 94e régiment d'infanterie puis en 1869 officier d'état-major au 7e corps d'armée.
Promu major, il participe à la guerre franco-allemande de 1870-1871. Commandant d'un bataillon du 2e régiment de grenadiers en 1874, il est colonel en 1878. Après avoir commandé le 53e régiment d'infanterie, il reprend le commandement du 1er régiment de grenadiers de la Garde et devient chef de l'état-major du Corps de la Garde en 1884, puis major-général. En novembre 1885, il est fait commandeur de la 2e brigade d'infanterie de la Garde puis il dirige la 3e division en janvier 1888. En juillet de la même année, il obtient le commandement de la 2e division d'infanterie de garde et est promu dans le même temps au grade de lieutenant-général.
Le 4 octobre 1890, il est nommé à la succession de Julius von Verdy du Vernois en tant que ministre de la Guerre. C'est sous son mandat, en 1893, que l'armée est élargie à 70 000 hommes en l'espace de deux ans. Kaltenborn-Stachau se retire de son poste le 12 octobre 1893.